# Olli Dittrich
Pour les articles homonymes, voir Dittrich.
Olli Dittrich, né le 20 novembre 1956 à Offenbach-sur-le-Main (Allemagne), est un acteur, réalisateur et scénariste allemand.

## Filmographie

### comme acteur
- 1993 : RTL Samstag Nacht (série TV) : Doof 2, Guest of 'Zwei Stühle, eine Meinung'
- 1997 : Der Neffe (TV) : Isabellas Ehemann
- 1998 : Frau Rettich, die Czerni und ich : Bart
- 1999 : Late Show : Wollner
- 2000 : Olli, Tiere, Sensationen (série TV)
- 2001 : Blind Date (TV) : Rainer König
- 2002 : Blind Date 2 - Taxi nach Schweinau (TV) : Uwe
- 2002 : Blind Date 3 - Der fünfbeinige Elefant (TV) : Sascha von Kramm
- 2003 : Blind Date 4 - London, Moabit (TV) : Kalle
- 2004 : Stauffenberg, l'attentat (Stauffenberg) (TV) : Joseph Goebbels
- 2004 : Der Wixxer : Dieter Dubinsky
- 2004 : Blind Date 5 - Blaues Geheimnis (TV) : Rocco Mohamed Hakim
- 2005 : Blind Date 6 - Tanzen verboten (TV) : Udo
- 2006 : 7 Zwerge - Der Wald ist nicht genug : Pinocchio
- 2013 : L'exceptionnel monsieur tout-le-monde (de) : Thomas Müller
- 2022 : Le Brigand Briquambroque (Der Räuber Hotzenplotz) de Michael Krummenacher (de) : Ratapoil
- 2024 : La Belle Affaire ( 	Zwei zu Eins) de Natja Brunckhorst

### comme réalisateur
- 2001 : Blind Date (TV)
- 2002 : Blind Date 2 - Taxi nach Schweinau (TV)
- 2002 : Blind Date 3 - Der fünfbeinige Elefant (TV)
- 2003 : Blind Date 4 - London, Moabit (TV)
- 2004 : Dittsche (série TV)
- 2004 : Blind Date 5 - Blaues Geheimnis (TV)
- 2005 : Blind Date 6 - Tanzen verboten (TV)

### comme scénariste
- 2001 : Blind Date (TV)
- 2002 : Blind Date 2 - Taxi nach Schweinau (TV)
- 2002 : Blind Date 3 - Der fünfbeinige Elefant (TV)
- 2003 : Blind Date 4 - London, Moabit (TV)
- 2004 : Blind Date 5 - Blaues Geheimnis (TV)
- 2005 : Blind Date 6 - Tanzen verboten (TV)